# موتافكاز
موتافكاز (اليابانية: ム タ フ カ ズ －MUTAFUKAZ－ هيبورن: Mutafukazu ، صدر باسم MFKZ في بعض الأسواق)  هوفيلم رسوم متحركة وخيال علمي فرنسي ياباني صدر عام 2017 و يستند علي سلسلة رسوم هزلية تحمل نفس الاسم. الفيلم عبارة عن إنتاج مشترك بين استديو آنكاما للرسوم المتحركة واستديو 4°س الفيلم من إخراج نيشيمي وغيوم رينارد. كتاب الرسوم المصورة نشر باللغة الإنجليزية تحت اسم "Mutafukaz" عن طريق دار النشر تيتان كوميكس في مجلدين صدرالأول في27 تشرين الأول / أكتوبر 2015 و الثاني في 28 يونيو 2016. الفيلم صدر في فرنسا في 23 مايو 2018 و سيصدر في اليابان في 12 أكتوبر عام 2018.

## نبذة
يعيش أنجليو في حي مدينة اللحوم المظلمة داخل ولاية كاليفورنيا المخيفة. يتعرض لحادث وهو يقود دراجته النارية بعد فقدان تركيزه بسبب رؤيته لفتاة غامصة، وسرعان ما يجد نفسه يعاني من صداع رهيب، ورؤى غريبة، وتدفقات من القوى مدفوعة بالغضب. سرعان ما يكتشف أنجيلو أنه جزء بشري، جزء من الماشو، والماشو هو جنس غريب يريد غزو الكوكب.

## الأصوات
الطاقم الفرنسي
- أوريلسان
- جرينج

الطاقم الإنجليزي
- مايكل تشيكلس في دور كروكوديل
- جيانكارلو اسبوزيتو السيد ك
- خورخي جوتيريز كما ال تيغر
- داشا بولانكو كما لونا
- روبرت فيتزجيرالد ديغز كما شكسبير
- فينس  كما فينز
- داني تريجو في دور بروس

## الإصدار
عرض الفيلم لأول مرة في العالم في 13 يونيو 2017 في مهرجان آنسي الدولي للرسوم المتحركة السينمائي. صدر الفيلم في فرنسا في 23 مايو 2018. سيصدرالفيلم في اليابان يوم 12 أكتوبر عام 2018.   الفيلم سيعرض في عدد محدود من دورالعرض في أمريكا الشمالية وكندا في تشرين الأول / أكتوبر 11 و 16 أكتوبر 2018.

## وصلات خارجية
- فرنسا الموقع الرسميالموقع الرسمي
 (بالفرنسية)
- تويتر الرسميالموقع الرسمي
 (بالإنجليزية)
- المملكة المتحدة وايرلندا الموقع الرسميالموقع الرسمي
- الولايات المتحدة وكندا الموقع الرسميالموقع الرسمي
- اليابان الموقع الرسميالموقع الرسمي
 (باليابانية)
- Mutafukaz في شريط سينمائي الأحلام
- موتافكاز على موقع IMDb (الإنجليزية)
- موتافكاز على موقع ميتاكريتيك (الإنجليزية)
- موتافكاز على موقع روتن توميتوز (الإنجليزية)
- موتافكاز على موقع ألو سيني (الفرنسية)
- موتافكاز على موقع بوكس أوفيس موجو (الإنجليزية)
- موتافكاز على موقع قاعدة بيانات الفيلم (الإنجليزية)
- موتافكاز على موقع ليتربوكسد (الإنجليزية)
- موتافكاز على موقع كينوبويسك (الروسية)